# Oswald Reissert
Oswald Reißert (geboren am 8. September 1861 in Fülme; gestorben 1931) war ein deutscher Lehrer und Autor.

## Leben
Oswald Reißert wurde 1883 an der Universität Marburg promoviert. Er wurde Direktor des Gymnasiums und Realgymnasiums zum Heiligen Geist in Breslau.
Er ist Verfasser des Buches „Das Weserbergland und der Teutoburger Wald“. Es erschien 1909 und in zweiter Auflage 1925 in der Reihe „Monographien zur Erdkunde“ des Bielefelder Verlags Velhagen & Klasing.

## Schriften
- Die syntaktische Behandlung des zehnsilbigen Verses im Alexius- und Rolandsliede Elwert, Marburg 1884.
- Das Weserbergland und der Teutoburger Wald. Reihe „Monographien zur Erdkunde“. Velhagen und Klasing. Bielefeld und Leipzig, 1909, 2. unveränderte Auflage 1925.
- Ein sexualpädagogischer Elternabend. J. A. Barth, Leipzig 1914.
- Des Philologen Lust und Leid. Ein Beitrag zur Geschichte des Oberlehrerstandes in satirischen Liedern aus 41 Dienstjahren. Trewendt & Granier, Breslau 1926.
- Mensch, sei jung! Heitere und satirische Gedichte. W. G. Korn, Breslau 1930.